# Jean-Jacques Rasolondraibe
Jean-Jacques Rasolondraibe, född 1947, var regeringschef på Madagaskar i opposition från den 31 maj till den 5 juli 2002, han hade tidigare varit inrikesminister.